# Robledo Puch
Carlos Eduardo Robledo Puch (Buenos Aires, 19 gennaio 1952) è un serial killer argentino soprannominato "l'Angelo della morte", "Angelo fortunato" e "l'Angelo nero".
È stato condannato per 11 omicidi, un tentato omicidio, 17 rapine, uno stupro, un tentato stupro, un abuso sessuale, due sottrazioni di minori e due furti. È detenuto in prigione dal 1973.

## Biografia
Nel 1956, quando Carlos aveva 4 anni, i suoi genitori si trasferirono in calle Borges, Olivos, Buenos Aires, dove affittarono un appartamento al primo piano, sopra un negozio di ferramenta. Carlos proveniva da una famiglia della classe lavoratrice ed era un bambino timido.

### Attività criminale
Il 15 marzo 1971 Carlos e il suo complice Jorge Antonio Ibañez svaligiarono la discoteca Enamor, rubando 350.000 pesos. Prima di fuggire Carlos, usando una pistola Ruby, uccise il proprietario della discoteca e il guardiano notturno mentre dormivano.
Il 9 maggio 1971, alle 4 del mattino, Carlos e Ibañez fecero irruzione in un negozio di ricambi Mercedes-Benz a Vicente López. In una delle stanze i due trovarono una coppia con il loro bambino (neonato). Carlos sparò all'uomo al petto uccidendolo, e anche alla donna che subì solo ferite da arma da fuoco. Ibañez tentò inoltre di violentare la donna, che però sopravvisse al calvario ed in seguito rese testimonianza al processo. Prima di scappare con 400.000 pesos, Carlos sparò alla culla dove giaceva il neonato, che stava piangendo, mancandolo.
Il 24 maggio 1971 entrambi i criminali uccisero un guardiano notturno in un supermercato. Il 13 giugno 1971 Ibañez violentò una ragazza di 16 anni sul sedile posteriore di un'auto rubata, dopo di che Carlos uccise l'adolescente, sparandole 5 volte. Il 24 giugno 1971 i due si recarono nuovamente sul posto e ripeterono il crimine: Ibañez tentò di violentare una donna di 23 anni, che Carlos in seguito uccise sparandole sette volte. Il 5 agosto 1971 Ibañez morì in un incidente d'auto, avvenuto con Carlos al volante, che fuggì dalla scena incolume.
Il 15 novembre 1971 Carlos e il suo nuovo complice Héctor Somoza fecero irruzione in un supermercato di Boulogne e, usando una pistola Astra calibro 32 che avevano ottenuto alcuni giorni prima nella rapina di un'armeria, crivellarono la scena di proiettili. Tra il 17 novembre 1971 e il 24 novembre 1971 irruppero in due concessionari di automobili ed uccisero i guardiani, rubando oltre 1.000.000 di pesos.

### Arresto
Il 1º febbraio 1972 Carlos e Somoza entrarono in un negozio di ferramenta. Uccisero il guardiano e tentarono di aprire la cassaforte con le chiavi che avevano trovato sul suo corpo, ma non riuscirono ad aprirla. Presumibilmente in stato confusionale, Carlos sparò a Somoza, uccidendolo. Per impedire o ritardare l'identificazione del corpo da parte della polizia, Carlos bruciò il volto del suo defunto complice con l'aiuto di una fiamma ossidrica. Dopo aver aperto la cassaforte con la stessa fiamma ossidrica, rubò i soldi che vi erano contenuti e fuggì dalla scena. Venne arrestato il 4 febbraio 1972, dopo che la sua carta d'identità venne rinvenuta nella tasca dei pantaloni di Somoza. Aveva appena compiuto 20 anni.

### Processo, condanna e giorni nostri
Fu processato nel 1980 e condannato all'ergastolo, la pena massima in Argentina, da scontare nel carcere di massima sicurezza di Sierra Chica, vicino alla città di Olavarria. Le ultime parole che ha pronunciato davanti al tribunale sono state: "Questo era un circo romano, sono stato giudicato e condannato in anticipo."
Nel luglio 2000 divenne idoneo per la libertà condizionata; tuttavia all'epoca non presentò alcuna richiesta in merito. Il 27 maggio 2008 Carlos richiese la libertà condizionata, ma il giudice che ne esaminò la richiesta gli negò la libertà condizionale, ritenendolo un pericolo per la società. Nel novembre 2013 ha richiesto una revisione della sua condanna o, in mancanza, la sua esecuzione con un'iniezione letale, anche se la pena di morte non è legale in Argentina. La Corte Suprema di Giustizia ha negato sia la richiesta di revisione che la richiesta di esecuzione, l'ultima delle quali sarebbe stata illegale.
Il 27 marzo 2015 la Corte Suprema di Giustizia ha respinto un ricorso presentato da Carlos contro la citata decisione giudiziaria con la quale gli è stata negata la libertà condizionale. Il 10 maggio 2016, dopo 44 anni di detenzione, per la prima volta esce dal carcere di Sierra Chica per effettuare delle visite mediche a causa delle condizioni di salute peggiorate. Al gennaio 2019, avendo trascorso oltre 45 anni in prigione, è diventato il prigioniero più longevo in Argentina.

## Nella cultura di massa
Nel 2018 è stato realizzato un film biografico su Carlos Eduardo Robledo Puch intitolato L'angelo del crimine (El ángel). diretto da Luis Ortega ed interpretato da Lorenzo Ferro.